# Франция на летних Олимпийских играх 1932
На летних Олимпийских играх 1932 года Францию представляло 103 спортсмена (97 мужчин, 6 женщин). Они завоевали 10 золотых, 5 серебряных и 4 бронзовых медали, что вывело сборную на 3-е место в неофициальном командном зачёте.

## Медалисты
| Медаль  | Спортсмен                                                               | Вид спорта           | Дисциплина                              |
| ------- | ----------------------------------------------------------------------- | -------------------- | --------------------------------------- |
| Золото  | Луи Шейо Морис Перрен                                                   | Велоспорт            | Мужчины, тандем                         |
| Золото  | Ксавье Лесаж                                                            | Конный спорт         | Выездка, личное первенство              |
| Золото  | Ксавье Лесаж Шарль Марион Андре Жуссон                                  | Конный спорт         | Выездка, командное первенство           |
| Золото  | Фернан Журдан Бернар Шмец Жорж Тентюрье Жорж Бюшар Жан Пьо Филипп Катьо | Фехтование           | Мужчины, шпага, командное первенство    |
| Золото  | Эдвар Гардер Рене Бонду Рене Буньоль Рене Лемуэн Жан Пьо Филипп Катьо   | Фехтование           | Мужчины, рапира, командное первенство   |
| Золото  | Жак Лебрюн                                                              | Парусный спорт       | Класс «Сноубёрд»                        |
| Золото  | Раймон Сювиньи                                                          | Тяжёлая атлетика     | Мужчины, до 60 кг                       |
| Золото  | Рене Дюверже                                                            | Тяжёлая атлетика     | Мужчины, до 67,5 кг                     |
| Золото  | Луи Остен                                                               | Тяжёлая атлетика     | Мужчины, до 82,5 кг                     |
| Золото  | Шарль Паком                                                             | Борьба               | Мужчины, вольная борьба, до 66 кг       |
| Серебро | Луи Шейо                                                                | Велоспорт            | Мужчины, спринт                         |
| Серебро | Анри Муйефарин Поль Шок Амеде Фурнье Рене Ле Грев                       | Велоспорт            | Мужчины, командная гонка преследования  |
| Серебро | Шарль Марион                                                            | Конный спорт         | Выездка, личное первенство              |
| Серебро | Жорж Бюшар                                                              | Фехтование           | Мужчины, шпага, личное первенство       |
| Серебро | Жан Тари                                                                | Плавание             | Мужчины, 400 м вольным стилем           |
| Бронза  | Поль Винтер                                                             | Лёгкая атлетика      | Мужчины, метание диска                  |
| Бронза  | Шарль Рампельбер                                                        | Велоспорт            | Мужчины, гит 1000 м                     |
| Бронза  | Ансельм Брюса Андре Жириа Пьер Брюн                                     | Академическая гребля | Мужчины, двойки распашные с рулевым     |
| Бронза  | Луи Франсуа                                                             | Борьба               | Мужчины, греко-римская борьба, до 56 кг |

## Результаты соревнований

### Академическая гребля
Соревнования в академической гребле на Играх 1932 года проходили с 9 по 13 августа. В следующий раунд из каждого заезда проходили несколько лучших экипажей (в зависимости от раунда и дисциплины). В финал выходили 4 сильнейших экипажа.
Мужчины
| Соревнование | Спортсмены                           | Предварительный заезд | Предварительный заезд | Предварительный заезд | Отборочный заезд | Отборочный заезд | Отборочный заезд | Финал                 | Финал                 |
| Соревнование | Спортсмены                           | Заезд                 | Время                 | Место                 | Заезд            | Время            | Место            | Время                 | Место                 |
| ------------ | ------------------------------------ | --------------------- | --------------------- | --------------------- | ---------------- | ---------------- | ---------------- | --------------------- | --------------------- |
| двойки       | Фернан Вандернотт Марсель Вандернотт | 1                     | 7:54,6                | 2                     | 1                | 8:13,0           | 3                | завершили выступление | завершили выступление |